# Cueva del Bosque del Táranu
La cueva del Bosque del Táranu está situada en la localidad asturiana de Inguanzo en el concejo de Cabrales.
Se trata de una cueva que era conocida en la zona, si bien hasta el año 1995 no fue «oficialmente» descubierta y datada. Posee pinturas de la época Magdaleniense (Paleolítico Superior), que representan animales, destacando el Panel de las cabras, muro en el que se encuentran más de veinte grabados.
- Datos: Q8352500